# Сербская Автономная Область Восточная Славония, Баранья и Западный Срем
Сербская Автономная Область Восточная Славония, Баранья и Западный Срем (серб. Српска аутономна област Источна Славонија, Барања и Западни Срем) или САО Восточная Славония, Баранья и Западный Срем (серб. САО Источна Славонија, Барања и Западни Срем) — бывшая самопровозглашённая сербская автономная область в Хорватии. Одна из трёх САО, которые основали Республику Сербская Краина в 1991 г. САО Восточная Славония, Баранья и Западный Срем включала части таких географических регионов: Восточная Славония, Баранья и Западный Срем.
Автономная Область была провозглашена 25 июня, а 26 июня её первым президентом стал Горан Хаджич. 26 февраля 1992 вошла в состав Республики Сербская Краина. Вышла из Республики Сербская Краина после ликвидации последней в результате операции «Буря» 4 августа — 7 августа 1995.
Население этого района было этнически смешанным. Перед войной было 192 163 жителей, из них 90 454 (47 %) хорватов, 61 492 (32 %) сербов, и 40 217 (21 %) представителей других народов (венгры, цыгане, немцы, русины, словаки и т. д.).